# Emil Belzer

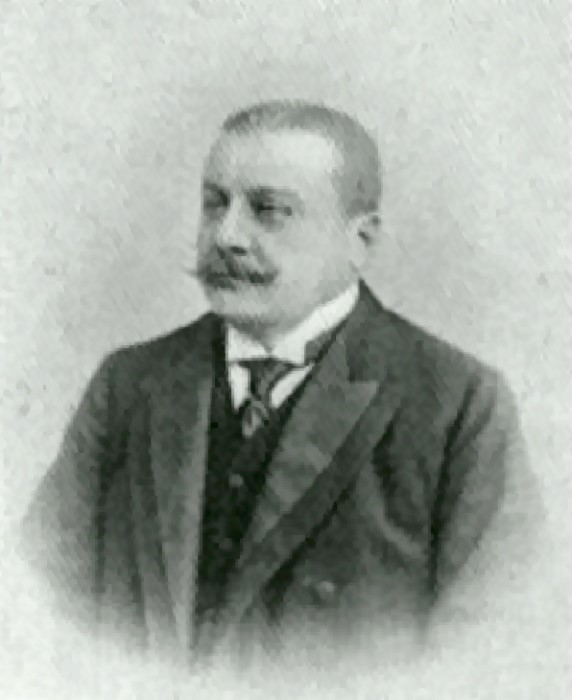
Emil Belzer (1907)

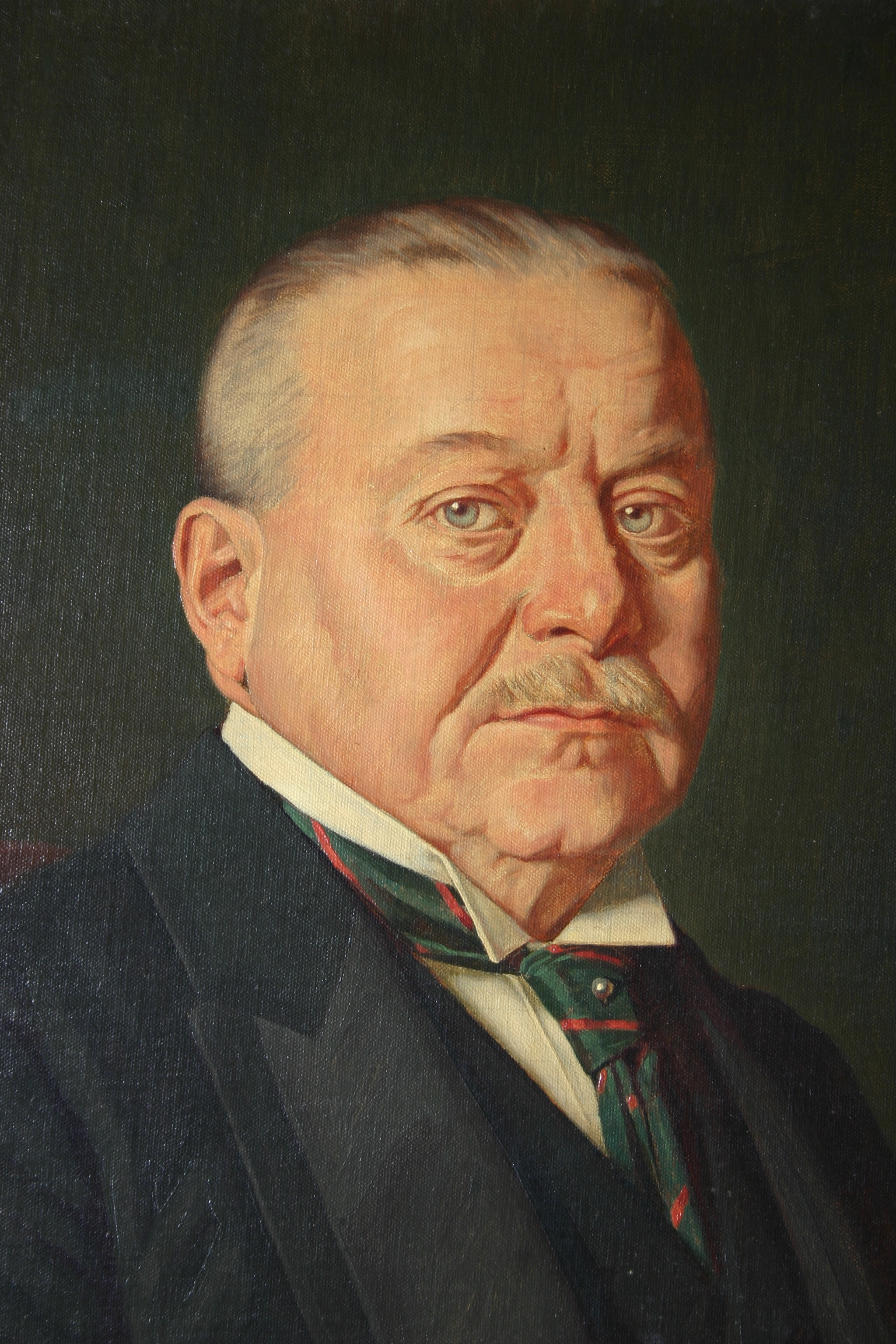
Emil Belzer

Emil Belzer (* 18. März 1860 in Baden-Baden; † 18. September 1930 in Sigmaringen) war ein deutscher Jurist und Politiker der Deutschen Zentrumspartei.

## Ausbildung und Beruf
Belzer begann an der Albert-Ludwigs-Universität Freiburg Rechtswissenschaft zu studieren. 1880 wurde er im Corps Hasso-Borussia Freiburg recipiert. Als Inaktiver wechselte er an die Ludwig-Maximilians-Universität München und die Friedrich-Wilhelms-Universität zu Berlin. 1883 wurde er zum Dr. iur. promoviert. Belzer trat nach dem Vorbereitungsdienst in den Justizdienst ein. 1895 wurde er Amtsrichter in Sigmaringen. 1906 wurde er zum Amtsgerichtsrat befördert. 1919–1926 amtierte er als Regierungspräsident der Hohenzollernschen Lande.

## Politik
Politisch gehörte Belzer der Zentrumspartei an. Für diese saß er 1906–1918 im Reichstag. Außerdem war er als Vertreter des Wahlkreises Hohenzollern von 1906 bis 1913 Mitglied des Preußischen Abgeordnetenhauses. Außerdem war Belzer seit 1900 Mitglied des Kommunallandtags für die Hohenzollernschen Lande. In diesem Gremium war er zeitweise stellvertretender Vorsitzender. 1919–1921 war er (als Nachfolger von Wilhelm Hülsemann) Vorsitzender der Versammlung und des Landesausschusses vom Landeskommunalverband der Hohenzollerischen Lande. Im Jahr 1919 wurde Belzer als Nachrücker auch bis 1921 Mitglied der verfassungsgebenden preußischen Landesversammlung. Zwischen 1922 und 1930 war Belzer zudem Mitglied des Preußischen Staatsrates.